# Nga Vịnh
Nga Vịnh là một xã thuộc huyện Nga Sơn, tỉnh Thanh Hóa, Việt Nam.

## Thông tin địa lý
Xã Nga Vịnh có diện tích: 4,78 km². Theo Tổng điều tra dân số năm 1999, xã Nga Vịnh có dân số 4.067 người.
Xã Nga Vịnh nằm ở phía bắc huyện Nga Sơn. Địa giới hành chính như sau: 
- Phía đông giáp xã Nga Trường
- Phía nam giáp xã Ba Đình
- Phía tây giáp các xã Hà Châu và Hoạt Giang, huyện Hà Trung và phường Đông Sơn, thị xã Bỉm Sơn;
- Phía bắc giáp xã Hà Vinh, huyện Hà Trung.

Từ xa xưa trên địa bàn xã này có tuyến kênh Nhà Lê nối từ kinh đô Hoa Lư đến Đèo Ngang đi qua, là tuyến đường thủy đầu tiên trong lịch sử Việt Nam và được coi là tuyến đường Hồ Chí Minh trên sông vì những đóng góp cho các cuộc chiến tranh của người Việt (hiện là một đoạn của sông Hoạt theo tên gọi địa phương).

## Hành chính
Năm 1977, huyện Nga Sơn sáp nhập với huyện Hà Trung thành huyện Trung Sơn, xã Nga Vịnh thuộc huyện Trung Sơn. Năm 1982 huyện Trung Sơn chia tách thành hai huyện như cũ, xã Nga Vịnh lại thuộc huyện Nga Sơn.
Xã Nga Vịnh ngày nay gồm các làng (thôn):
| STT | Tên thôn/xóm/ấp/khu phố | Mã bưu chính |
| --- | ----------------------- | ------------ |
| 1   | Thôn Tuân Đạo           | 443941       |
| 2   | Thôn Nghi Vịnh          | 443942       |
| 3   | Thôn Vĩnh An            | 443943       |
| 4   | Thôn Vĩnh Thọ           | 443944       |
| 5   | Thôn Vĩnh Lộc           | 443945       |
| 6   | Thôn 7                  | 443946       |
| 7   | Thôn 8                  | 443947       |
| 8   | Thôn 9                  | 443948       |